# Actinernus nobilis
Actinernus nobilis is een zeeanemonensoort uit de familie Actinernidae.
Actinernus nobilis is voor het eerst wetenschappelijk beschreven door Verrill in 1879.